# 宮島村 (大阪府)
宮島村（みやじまむら）は、大阪府三島郡にあった村。概ね現在の茨木市島・野々宮・宮島にあたる。

## 地理
- 河川：安威川

## 歴史
- 1889年（明治22年）4月1日 - 町村制の施行により、島下郡島村・野々宮村の区域をもって発足。
- 1896年（明治29年）4月1日 - 所属郡が三島郡に変更。
- 1935年（昭和10年）2月11日 - 溝咋村と合併して玉島村が発足。同日宮島村廃止。